# أغوستين ألفاريز
أغوستين ألفاريز (بالإسبانية: Agustín Álvarez)‏ هو لاعب كرة قدم أرجنتيني في مركز الدفاع، ولد في 2000 في مدينة سان لويس في الأرجنتين. لعب مع غودوي كروز.

## وصلات خارجية
- أغوستين ألفاريز على موقع قاعدة بيانات كرة القدم.إي يو (الإنجليزية)
- أغوستين ألفاريز على موقع Soccerway.com (الإنجليزية)
- أغوستين ألفاريز على موقع عالم كرة القدم.نت (الإنجليزية)